# Grup parafiletic
În taxonomie, un grup este parafiletic dacă constă din ultimul strămoș comun al grupului și toți descendenții acelui strămoș, excluzând câteva subgrupuri monofiletice – de obicei doar una sau două. Se spune că grupul este parafiletic în raport cu subgrupurile excluse. Un grup parafiletic nu poate fi o cladă sau un grup monofiletic, care este orice grup de specii care include un strămoș comun și toți descendenții săi. Unul sau mai mulți membri ai unui grup parafiletic este mai strâns legat de grupul (grupurile) exclus(e) decât cu alți membri ai grupului parafiletic. Termenul este folosit în mod obișnuit în filogenetică (un subdomeniu al biologiei) și în lingvistică. Grupurile parafiletice sunt identificate printr-o combinație de sinapomorfii și simplesiomorfii.